# Västerplana socken
Västerplana socken i Västergötland ingick i Kinne härad och området ingår sedan 1971 i Götene kommun och motsvarar från 2016 Västerplana distrikt.
Socknens areal är 7,05 kvadratkilometer varav 7,04 land. År 2000 fanns här 67 invånare. Kyrkbyn Västerplana med sockenkyrkan Västerplana kyrka ligger i socknen.

## Administrativ historik
Socknen har medeltida ursprung.
Vid kommunreformen 1862 övergick socknens ansvar för de kyrkliga frågorna till Västerplana församling och för de borgerliga frågorna bildades Västerplana landskommun. Landskommunen uppgick 1952 i Kinnekulle landskommun som 1967 uppgick i Götene köping som 1971 ombildades till Götene kommun. Församlingen uppgick 2002 i Kinnekulle församling.
1 januari 2016 inrättades distriktet Västerplana, med samma omfattning som församlingen hade 1999/2000.  
Socknen har tillhört län, fögderier, tingslag och domsagor enligt vad som beskrivs i artikeln Kinne härad. De indelta soldaterna tillhörde Skaraborgs regemente, Höjentorps kompani.

## Geografi
Västerplana socken ligger på sydvästra sluttningen av Kinnekulle. Socknen är en odlad slättbygd med inslag av skog.

## Fornlämningar
En hällkista från stenåldern är funnen. Från järn- och bronsåldern finns stensättningar.

## Namnet
Namnet skrevs 1346 Vestra Wplandom och kommer från kyrkbyn. Namnets andra del är ortsnamnet Uplanda, som innehåller uppland, uppland; högt upp eller högre upp beläget land'.